# Scott Barron
Pour les articles homonymes, voir Barron.
Scott Barron (né le 2 septembre 1985 à Preston) est un footballeur anglais. Il joue depuis 2007 au poste de défenseur pour le club de Millwall qui évolue en Championship (deuxième division anglaise).

## Carrière en club
Formé à Ipswich Town, Scott Barron signe à 20 ans une prolongation de son contrat le 3 mars 2006, se trouvant engagé jusqu'à l'été 2008. Dans les semaines qui suivent, alors qu'il a des propositions d'autres clubs, il se voit opposer un refus de transfert de la part de son entraîneur Joe Royle. Mais le nouvel entraîneur du club, Jim Magilton, ne l'utilise pas et c'est logiquement que Barron se trouve prêté pour un mois durant l'hiver 2007 à l'équipe galloise de Wrexham qui lutte pour échapper à la relégation de League Two.
Lors de l'intersaison suivante, il est transféré à Millwall, alors dirigé par Willie Donachie.